# هنري فان برانت
هنري فـان برانت (بالإنجليزية: Henry Van Brunt)‏ هو مهندس معماري أمريكي، ولد في 5 سبتمبر 1832 في بوسطن في الولايات المتحدة، وتوفي في 8 أبريل 1903 في ميلتون في الولايات المتحدة.

## وصلات خارجية
- هنري فـان برانت على موقع الموسوعة البريطانية (الإنجليزية)